# Míla Myslíková
Bohumila "Mila" Myslikova (née le 14 février 1933 à Třebíč, en Tchécoslovaquie et morte le 11 février 2005  à Prague, en  Tchéquie) est une actrice tchèque.

## Biographie
Míla Myslíková est apparue dans plus de 90 films et émissions de télévision entre 1954 et 1993. Elle a joué dans le film Celui qui cherche l'or (1974), qui a été projeté en 1975 à la 25e Berlinale.

## Filmographie partielle
- 1968 : Un été capricieux (Rozmarné léto) de Jiří Menzel
- 1971 : Metráček
- 1972 : La Fille sur le balai (Dívka na kosteti) de Václav Vorlíček
- 1973 : Trois Noisettes pour Cendrillon (Tri orísky pro Popelku) de Václav Vorlíček
- 1975 : Celui qui cherche l'or (Kdo hledá zlaté dno) de Jiří Menzel
- 1976 : Marečku, podejte mi pero!
- 1976 : Parta hic
- 1985 : Fešák Hubert : la mère du marié
- 1993 : Konec básníků v Čechách de Dušan Klein (cs)
- 2000 : L'Incinérateur de cadavres (Spalovač mrtvol) de Juraj Herz : la femme stupide (tourné en 1968-1969)